# Паисий (Самчук)
Архиепи́скоп Паи́сий (в миру Па́вел Никола́евич Самчу́к; 15 августа 1930, село Богдановка, Волынское воеводство, Польша — 20 марта 2008, Орёл) — епископ Русской православной церкви, архиепископ Орловский и Ливенский.
Тезоименитство — преподобного Паисия Величковского (28 ноября).

## Биография

### Молодые годы
Родился 15 августа 1930 года в селе Богдановке Волынского воеводства Польши (ныне в Ровненской области Украины).
После окончания средней школы в 1947 году поступил послушником в Успенскую Почаевскую лавру, где исполнял послушание келейника наместника лавры архимандрита Иосифа (Забарного).
В 1950 году поступил в Ленинградскую духовную семинарию, затем в Ленинградскую духовную академию, которую окончил в 1959 году со степенью кандидата богословия на тему «Святитель Иоанн Златоуст по его письмам».
По распределению Учебного комитета направлен в Орловско-Брянскую епархию, где долгое время нёс послушания казначея-завхоза епархиального управления и старшего иподиакона при Ахтырском кафедральном соборе в Орле.

### Священническое служения
22 апреля 1978 года, в Лазареву субботу, рукоположён архиепископом Орловским и Брянским Глебом (Смирновым) во диакона, 23 апреля, в праздник Входа Господня в Иерусалим, рукоположён тем же архиереем во священника с назначением к храму Воскресения Христова города Брянска. В сентябре того же года стал настоятелем этого храма.
С 1979 года — благочинный храмов Брянского округа.
В 1986 году за усердные священнические труды патриархом Пименом удостоен права ношения митры.
19 июля 1988 года решением Священного синода по пострижении в монашество и возведении в сан архимандрита определён быть епископом Орловским и Брянским. В тот же день в Никоновском приделе Троицкого соборного храма Троице-Сергиевой лавры пострижен в монашество с именем Паисий в честь преподобного Паисия Величковского. 20 июля за Божественной литургией в Крестовом храме в честь Владимирской иконы Божией Матери возведён в сан архимандрита.

### Епископ
21 июля 1988 года в Богоявленском соборе в Елохове хиротонисан во епископа Орловского и Брянского.
В 1994 году в связи с образованием Брянской епархии стал титуловаться «Орловским и Ливенским».
25 февраля 1996 года патриархом Московским и всея Руси Алексием II был возведён в сан архиепископа.
С момента назначения епископа Паисия в Орловскую епархию там началось возрождение церковной жизни. В десять раз увеличилось число храмов и часовен, открылись пять монастырей (два мужских и три женских), православная гимназия. При историческом факультете Орловского государственного университета по инициативе владыки Паисия были открыты религиоведческое и теологическое отделения.
На протяжении многих лет являлся почётным председателем Орловского церковного историко-археологического общества, по его благословению было учреждено Молодёжное братство Святого Великомученика и Победоносца Георгия, заключены договоры о совместной деятельности с администрацией Орловской области, Академией ФСО России, управлениями внутренних дел и исполнения наказаний Орловской области.

### Кончина и погребение
25 февраля 2008 года в последний раз принял участие в торжествах по случаю тезоименитства патриарха Московского и всея Руси Алексия, проходивших в храме Христа Спасителя в Москве.
Вечером 9 марта, в Прощёное воскресенье, в Ахтырском кафедральном соборе в Орле архиепископ Паисий в последний раз совершил богослужение. Вскоре он почувствовал себя плохо. В понедельник 17 марта архиепископ Паисий был помещён в Орловскую областную больницу.
Скончался 20 марта 2008 года в Орле на 78-м году жизни от сердечной недостаточности.
По благословению патриарха Московского и всея Руси Алексия заупокойную литургию и отпевание монашеским чином 22 марта совершили архиепископы Рязанский и Касимовский Павел (Пономарёв) и Курский и Рыльский Герман (Моралин) в сослужении клириков орловских храмов. Похоронен 22 марта у стены Троицкого собора Успенского мужского монастыря в Орле. В день его кончины на месте упокоения на территории Свято-Успенского мужского монастыря ежегодно совершается лития.

## Награды
- Орден Святого равноапостольного великого князя Владимира III степени
- Орден Святого благоверного князя Даниила Московского II степени
- Орден Преподобного Сергия Радонежского II степени
- Орден Святого апостола Андрея Первозванного (Элладская православная церковь)
- Орден Святого Великомученика и Победоносца Георгия (Элладская православная церковь)

государственные
- Орден Почёта (28 декабря 2000) — за большой вклад в укрепление гражданского мира и возрождение духовно-нравственных традиций[4]
- Орден Дружбы (20 апреля 2006) — за заслуги в развитии духовной культуры и укреплении дружбы между народами[5]

региональные
- Почётное звание «Почётный гражданин Орловской области» (2005)
- Памятная медаль «70 лет Орловской области» (2007)